# 京呼高速动车组列车
京呼高速动车组列车是中国铁路运行于首都北京市和内蒙古自治区首府呼和浩特市之间的高速动车组列车，自2019年12月30日起开行。现每天开行15对列车，列车乘务由北京局集团北京客运段和呼和浩特局集团包头客运段担当。列车途径北京、河北、内蒙古一市一省一区。

## 历史

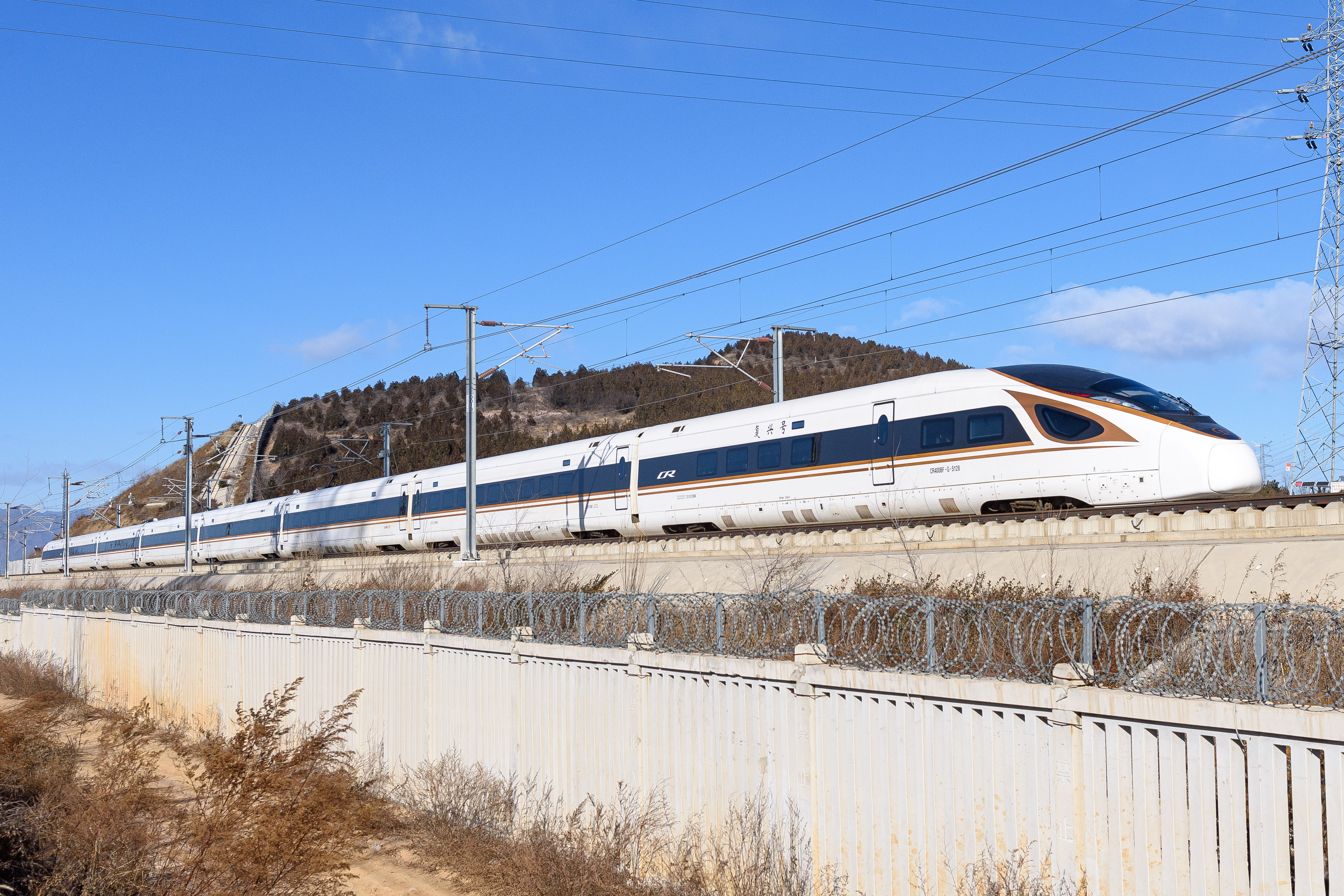
呼和局G2462次列车通过八达岭西线路所（2025年1月），该列车此前曾使用CR400BF-C-5162车组，2025年1月1日更换为北京局转配呼和局的CR400BF-G

2019年12月30日，全国铁路调图，因京张城际铁路和呼张客运专线张家口至乌兰察布段开通运营，北京至呼和浩特间首次开行高速动车组列车，初期每天开行13对列车。其中，北京北-呼和浩特东每天开行2.5对，清河-呼和浩特东每天开行10.5对（含高峰线2对）。
2020年4月10日，全国铁路调图，北京至呼和浩特间每天开行的高速动车组列车数量增至22对。其中，北京北-呼和浩特东每天开行5.5对，清河-呼和浩特东每天开行16.5对（含周末线3对）。另有高峰线10对，包括北京北-呼和浩特东1对和清河-呼和浩特东9对。
2020年11月10日，清河-呼和浩特东G2483/2488次列车延长至包头站始发终到。
至2021年10月11日调图前，北京至呼和浩特间每天最多开行25对高速动车组列车，包括日常线22对和周末线3对，车次为G2402-2409次、G2411-2452次。
2021年10月11日，全国铁路调图，京张高铁列车运行图重新编排。北京至呼和浩特间开始开行普通动车组列车，北京至呼和浩特间的高速动车组列车全部改为北京北站始发终到，每天开行11对，车次改为G2457-2478次。
2022年7月2日，CR400BF-C的运营范围扩大至张家口－呼和浩特东间，与北京北-张家口的G7881/7882次套跑。采用“金凤凰”涂装的CR400BF-C-5144、5145维持不变；由于CR400BF-C-5162当中的“瑞雪迎春”涂装涉及国际奥委会版权，因此经过国铁集团与国际奥委会进行授权协商后，决议保留该涂装，因此全国唯一一组采用“瑞雪迎春”涂装的CR400BF-C-5162其主题涂装予以保留，同时CR400BF-C-5162乘务改由呼和浩特局集团担当。
2024年6月15日，全国铁路调图，北京局集团担当的D1001/10次、D1011/20次列车升级为高速动车组列车，升级后的车次变更为G2479/80次、G2487/88次。
2025年1月5日，全国铁路调图，北京至呼和浩特间增开2对高速动车组列车，车次为G2489/90次、G2497/98次。同时，因北京局集团向呼和浩特局集团转配车底，G2462/67次、G2472/57次列车改由呼和浩特局集团的CR400BF-G动车组担当，北京至张家口间运行的G7881/2次停运。

## 列车编组
15对列车使用配属北京局集团北京北动车运用所和呼和浩特局集团呼和浩特东动车运用所的CR400BF-G，具体班次参考下文车体交路部分。
| 车厢编号 | 1                   | 2-3         | 4           | 5                 | 6-7         | 8                   |
| 车型     | ZYS 一等座车/商务车 | ZE 二等座车 | ZE 二等座车 | ZEC 二等座车/餐车 | ZE 二等座车 | ZES 二等座车/商务车 |

## 车体交路
数据日期：2025年1月5日（交路仅供参考，以实际开行情况为准）
交路1（北京局集团担当）：
出库→北京北开G2459至呼和浩特东→呼和浩特东开G2464至北京北→北京北开G2469至呼和浩特东→呼和浩特东开G2474至北京北→北京北开G2475至呼和浩特→呼和浩特过夜→呼和浩特东开G2458至北京北→北京北开G2463至呼和浩特东→呼和浩特东开G2468至北京北→北京北开G2473至呼和浩特东→呼和浩特东开G2478至北京北→回库
交路2（呼和浩特局担当）：
出库→呼和浩特东开G2462至北京北→北京北开G2467至呼和浩特东→呼和浩特东开G2472至北京北→北京北开G2457至呼和浩特东→回库
交路3（北京局集团担当）：
出库→北京北开G2461至呼和浩特东→呼和浩特东开G2466至北京北→北京北开G2471至呼和浩特东→呼和浩特东开G2476至北京北→北京北开G2477至呼和浩特东→呼和浩特东过夜→呼和浩特东开G2460至北京北→北京北开G2465至呼和浩特东→呼和浩特东开G2470至北京北→北京北开G2539至大同南→大同南开G2542至北京北→ 回库
交路4（北京局集团担当，周末线）：
出库→清河开G2479至呼和浩特东→呼和浩特东开G2480至北京北→北京北开G2487至呼和浩特东→呼和浩特东开G2488至北京北→北京北开G7885至张家口→张家口过夜→张家口开G7886至清河→清河开G2489至呼和浩特东→呼和浩特东开G2498至北京北→北京北开G2497至呼和浩特东→呼和浩特东开G2490至清河→回库